# Ersättningstrafik
Ersättningstrafik är kollektivtrafik som körs på tillfällig eller permanent basis när ordinarie trafik inte kan köra enligt planerad tidtabell.
Ett exempel på ersättningstrafik är när det körs bussar som ersättning för tåg då tågen inte kan köra som planerat, exempelvis på grund av banarbete eller trafikstörning. På sträckor med färre resande kan det beställas taxi.
Vid ett planerat trafikavbrott som trafikoperatören informerats om i god tid har trafikföretaget möjlighet att anordna en tidtabell för ersättningstrafiken. Vid ett ickeplanerat trafikavbrott beror möjligheten att ta fram ersättningsbussar ofta på huruvida det finns fordon och/eller förare tillgängliga i närområdet.

## Sverige
I Sverige är det trafikhuvudmannen eller, för kommersiell trafik, tågoperatören som har yttersta ansvar för beställning av ersättningstrafik. Ansvaret är vanligtvis överlåtet till trafikoperatören. Trafikhuvudmannen använder sällan bussar från ordinarie linjetrafik utan trafiken beställs från privata aktörer som exempelvis kör skolbuss. Brist på förare är ett återkommande problem inom svensk busstrafik vilket kan påverka hur fort en tågersättande buss kan komma på plats.